# 이토 겐타
이토 겐타(伊藤健太, 1990년 10월 26일 ~ )는 자유형을 주종목으로 하는 일본의 수영 선수이다. 2014년 인천 아시안 게임 남자 자유형 50m 결승 경기에서 22초16을 기록하며 동메달을 획득했다.

## 학력
- 주쿄 대학